# Smicronyx
Smicronyx är ett släkte av skalbaggar som beskrevs av Carl Johan Schönherr 1843. Smicronyx ingår i familjen vivlar.

## Dottertaxa tillSmicronyx, i alfabetisk ordning[1][2]
- Smicronyx abnormis
- Smicronyx albidosquamosus
- Smicronyx albofasciatus
- Smicronyx albonotatus
- Smicronyx albopictus
- Smicronyx albosignatus
- Smicronyx albosquamosus
- Smicronyx albovariegatus
- Smicronyx alfierii
- Smicronyx amoenus
- Smicronyx angolanus
- Smicronyx angusticollis
- Smicronyx angustus
- Smicronyx anthracinus
- Smicronyx apionides
- Smicronyx argentinensis
- Smicronyx atratus
- Smicronyx balassogloi
- Smicronyx basalis
- Smicronyx bituberculatus
- Smicronyx brenskei
- Smicronyx caecus
- Smicronyx californicus
- Smicronyx caseyi
- Smicronyx cataphractus
- Smicronyx centralis
- Smicronyx centropustulatus
- Smicronyx championi
- Smicronyx cinerascens
- Smicronyx cinereus
- Smicronyx clavofulva
- Smicronyx coecus
- Smicronyx cognatus
- Smicronyx columbianus
- Smicronyx commixtus
- Smicronyx compar
- Smicronyx congestus
- Smicronyx connivens
- Smicronyx conspersus
- Smicronyx convexus
- Smicronyx corniculatus
- Smicronyx corpulentus
- Smicronyx corsicus
- Smicronyx cretaceus
- Smicronyx cuscutae
- Smicronyx cyaneus
- Smicronyx defricans
- Smicronyx desbrochersi
- Smicronyx dietzi
- Smicronyx discoideus
- Smicronyx erichsonii
- Smicronyx fallaciosus
- Smicronyx fallax
- Smicronyx fasciatus
- Smicronyx fiducialis
- Smicronyx flavicans
- Smicronyx floridanus
- Smicronyx fraterculus
- Smicronyx fulvipes
- Smicronyx fulvus
- Smicronyx funebris
- Smicronyx gibbirostris
- Smicronyx giganteus
- Smicronyx griseus
- Smicronyx halophilus
- Smicronyx humilis
- Smicronyx imbricatus
- Smicronyx immaculatus
- Smicronyx impressirostris
- Smicronyx incertus
- Smicronyx instabilis
- Smicronyx interruptus
- Smicronyx intricatus
- Smicronyx jungermanniae
- Smicronyx kiesenwetteri
- Smicronyx kubanicus
- Smicronyx languidulus
- Smicronyx lanuginosus
- Smicronyx latisquamis
- Smicronyx lepidus
- Smicronyx lineolatus
- Smicronyx loricatus
- Smicronyx lutulentus
- Smicronyx maculatus
- Smicronyx madaranus
- Smicronyx marmoratus
- Smicronyx minutissimus
- Smicronyx modestus
- Smicronyx morio
- Smicronyx mucidus
- Smicronyx nebulosus
- Smicronyx nubilus
- Smicronyx obscurus
- Smicronyx obtectus
- Smicronyx opacus
- Smicronyx ornatipennis
- Smicronyx ovipennis
- Smicronyx pacificus
- Smicronyx pallidus
- Smicronyx parcus
- Smicronyx pauperculus
- Smicronyx perfidus
- Smicronyx perplexus
- Smicronyx perpusillus
- Smicronyx picipes
- Smicronyx pinguis
- Smicronyx pleuralis
- Smicronyx politus
- Smicronyx posticus
- Smicronyx praecox
- Smicronyx profusus
- Smicronyx punctatus
- Smicronyx puncticollis
- Smicronyx pusillus
- Smicronyx pusio
- Smicronyx quadrifer
- Smicronyx rectirostris
- Smicronyx reichei
- Smicronyx reichii
- Smicronyx remaudierei
- Smicronyx resplendens
- Smicronyx revelierei
- Smicronyx rhodopus
- Smicronyx robustus
- Smicronyx rubricatus
- Smicronyx rudicollis
- Smicronyx rufipennis
- Smicronyx rufipes
- Smicronyx rufulus
- Smicronyx rugicollis
- Smicronyx rusticus
- Smicronyx sagittatus
- Smicronyx scalator
- Smicronyx scops
- Smicronyx sculpticollis
- Smicronyx seriatus
- Smicronyx seriepilosus
- Smicronyx setulosus
- Smicronyx silaceus
- Smicronyx smreczynskii
- Smicronyx sordidus
- Smicronyx sparsus
- Smicronyx spretus
- Smicronyx spureus
- Smicronyx squalidus
- Smicronyx squamulatus
- Smicronyx striatipennis
- Smicronyx syriacus
- Smicronyx tardus
- Smicronyx tartaricus
- Smicronyx tectus
- Smicronyx tenuirostris
- Smicronyx tenuisquamis
- Smicronyx teselatus
- Smicronyx tessellatus
- Smicronyx texana
- Smicronyx thoracatus
- Smicronyx triangularis
- Smicronyx tunicensis
- Smicronyx tychioides
- Smicronyx umbrinus
- Smicronyx utilis
- Smicronyx variegatus
- Smicronyx varipilis
- Smicronyx vestitus
- Smicronyx vitiosus